# Laguna Charcota
Laguna Charcota är en sjö i Bolivia.   Den ligger i departementet Potosí, i den sydvästra delen av landet, 400 km sydväst om huvudstaden Sucre. Laguna Charcota ligger 4 114 meter över havet. Arean är 2,3 kvadratkilometer. Den sträcker sig 2,2 kilometer i nord-sydlig riktning, och 1,8 kilometer i öst-västlig riktning.
Trakten runt Laguna Charcota är ofruktbar med lite eller ingen växtlighet. Trakten runt Laguna Charcota är nära nog obefolkad, med mindre än två invånare per kvadratkilometer.